# Італія на літніх Олімпійських іграх 2008
Італію на літніх Олімпійських іграх 2008 представляли 344 спортсменів у 22 видах спорту.

## Медалісти
| Золото |                                                                           |                                                                 |           |
| №      | Спортсмени                                                                | Вид спорту (дисципліна)                                         | Дата      |
| 1      | Маттео Тальяріоль                                                         | Фехтування (індивідуальна шпага)                                | 10 серпня |
| 2      | Джулія Квінтавалле                                                        | Дзюдо (до 57 кг)                                                | 11 серпня |
| 3      | Валентина Веццалі                                                         | Фехтування (індивідуальна рапіра)                               | 11 серпня |
| 4      | Федеріка Пеллегріні                                                       | Плавання (200 метрів вільним стилем)                            | 13 серпня |
| 5      | К'яра Кайнеро                                                             | Стрільба (скит)                                                 | 14 серпня |
| 6      | Андреа Мінгуцці                                                           | Боротьба (греко-римська, до 84 кг)                              | 14 серпня |
| 7      | Алекс Швацер                                                              | Легка атлетика (ходьба, 50 км)                                  | 22 серпня |
| 8      | Роберто Каммарелле                                                        | Бокс (понад 91 кг)                                              | 24 серпня |
| Срібло |                                                                           |                                                                 |           |
| №      | Спортсмени                                                                | Вид спорту (дисципліна)                                         | Дата      |
| 1      | Джованні Пелльєло                                                         | Стрільба (трап)                                                 | 10 серпня |
| 2      | Іларіо Ді Буо Марко Гальяццо Мауро Несполі                                | Стрільба з лука (командна першість)                             | 11 серпня |
| 3      | Франческо д'Аньєлло                                                       | Стрільба (дубль-трап)                                           | 12 серпня |
| 4      | Алессія Філіппі                                                           | Плавання (800 метрів вільним стилем)                            | 16 серпня |
| 5      | Лука Агаменноні Сімоне Веньєр Россано Гальтаросса Сімоне Райнері          | Академічне веслування (парні четвірки)                          | 17 серпня |
| 6      | Алессандра Сенсіні                                                        | Вітрильний спорт (RS:X)                                         | 20 серпня |
| 7      | Мауро Сармієнто                                                           | Тхеквондо (до 80 кг)                                            | 22 серпня |
| 8      | Йозефа Ідем                                                               | Веслування на байдарках і каное (байдарки-одиночки, 500 метрів) | 23 серпня |
| 9      | Клементе Руссо                                                            | Бокс (до 91 кг)                                                 | 23 серпня |
| Бронза |                                                                           |                                                                 |           |
| №      | Спортсмени                                                                | Вид спорту (дисципліна)                                         | Дата      |
| 1      | Татьяна Ґудерцо                                                           | Велоспорт (групова шосейна гонка)                               | 10 серпня |
| 2      | Маргеріта Гранбассі                                                       | Фехтування (індивідуальна рапіра)                               | 11 серпня |
| 3      | Сальваторе Санцо                                                          | Фехтування (індивідуальна рапіра)                               | 13 серпня |
| 4      | Маттео Тальяріоль Дієго Конфалоньєрі Альфредо Рота Стефано Кароццо        | Фехтування (командна шпага)                                     | 15 серпня |
| 5      | Валентина Веццалі Джованна Трілліні Маргеріта Гранбассі Іларія Сальваторі | Фехтування (командна рапіра)                                    | 16 серпня |
| 6      | Альдо Монтано Луїджі Тарантіно Джанп'єро Пасторе Дієго Окк'юцці           | Фехтування (командна шабля)                                     | 17 серпня |
| 7      | Дієго Ромеро                                                              | Вітрильний спорт (Лазер)                                        | 19 серпня |
| 8      | Еліза Ріґаудо                                                             | Легка атлетика (ходьба, 20 км)                                  | 21 серпня |
| 9      | Вінченцо Пікарді                                                          | Бокс (до 51 кг)                                                 | 22 серпня |
| 10     | Андреа Факкін Антоніо Скадуто                                             | Веслування на байдарках і каное (байдарки-двійки, 1000 метрів)  | 22 серпня |

| Вид                             | 1 | 2 | 3  | Загалом |
| Фехтування                      | 2 | 0 | 5  | 7       |
| Стрільба                        | 1 | 2 | 0  | 3       |
| Бокс                            | 1 | 1 | 1  | 3       |
| Плавання                        | 1 | 1 | 0  | 2       |
| Легка атлетика                  | 1 | 0 | 1  | 2       |
| Веслування на байдарках і каное | 0 | 1 | 1  | 2       |
| Вітрильний спорт                | 0 | 1 | 1  | 2       |
| Дзюдо                           | 1 | 0 | 0  | 1       |
| Боротьба                        | 1 | 0 | 0  | 1       |
| Стрільба з лука                 | 0 | 1 | 0  | 1       |
| Академічне веслування           | 0 | 1 | 0  | 1       |
| Тхеквондо                       | 0 | 1 | 0  | 1       |
| Велоспорт                       | 0 | 0 | 1  | 1       |
| Загалом                         | 8 | 9 | 10 | 27      |